# Filmare subacvatică

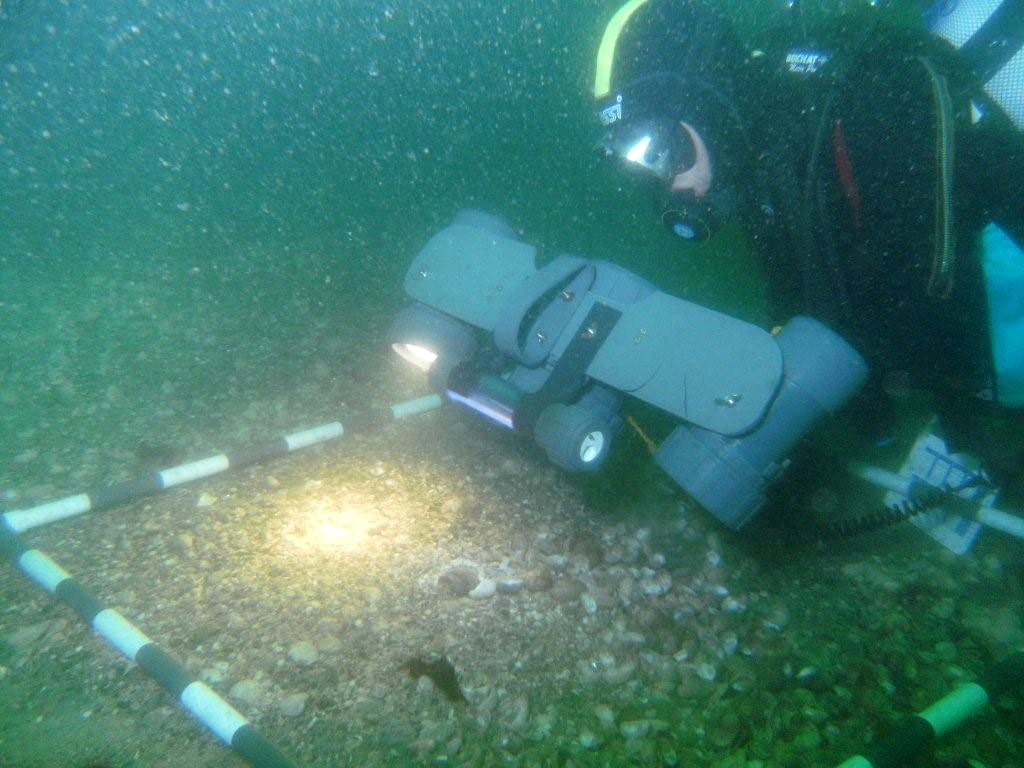
Scafandru cu cameră video subacvatică

Filmarea subacvatică reprezintă o activitate care constă, din înregistrarea unor scene, imgini sau peisaje subacvatice aflate în mișcare. 

Este larg utilizată în scufundare la epave, scufundare în peșteri, scufundare sub gheață etc, atât în scufundarea sportivă, cât și în scufundarea științifică și de cercetare.
În scufundarea profesională, filmarea subacvatică este folosită pentru observarea diferitelor instalații și structuri imerse ale plaformelor marine, conductelor submerse etc, în vedera remedierii unor eventuale defecte apărute în timpul exploatării.
Primele filmări subacvatice au fost realizate de J. E. Williamson în anul 1913 cu un aparat instalat într-o cameră sferică etanșă. Jacques-Yves Cousteau a realizat în anul 1931 primul său film sub apă Seaturtle, iar în 1940 Hans Haas filmul Stalking under Water cu durata de numai 16 minute.

În anul 1949 Dimitri Rebikoff inventează torpila cinematografică în scopul ușurării deplasării operatorului subacvatic și manevrării camerei cinematografice.
În general, în filmarea subacvatică sunt utilizate aceleași principii care guvernează fotografierea subacvatică alb-negru sau color.

## Echipament
Filmarea subacvatică necesită aparate speciale de filmat sub apă prevăzute cu diferite accesorii 
specifice și dispozitive de iluminat adecvate, materiale fotosensibile etc. 

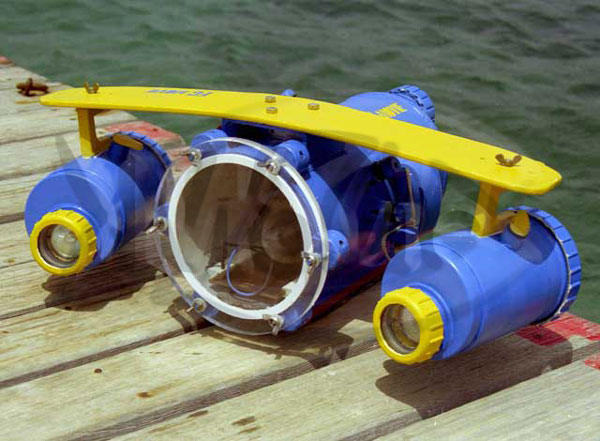
Carcasă etanșă pentru cameră video

Aparatele de filmat subacvatice pot fi camere de filmat obișnuite introduse în carcase etanșe, rezistente la presiunea exterioară, având funcțiile de control la exteriorul carcasei, ori camere special concepute și realizate pentru filmări sub apă. 

Carcasele etanșe sunt construite în general din plexiglas, aluminiu, sau din materiale pe bază de fibră de sticlă. 

Aceste aparate de filmat sub apă sunt echipate cu obiective cu calități deosebite de luminozitate, câmp și posibilități de reglaj.
Filmarea subacvatică poate fi realizată și cu camere video subacvatice care pot fi de asemenea camere obișnuite carcasate (Sony, JVC) care utilizează casete video VHS-C având o durată de funcționare de 90 minute sau casete video de 8 mm care au o durată de funcționare de 120 minute, sau pot fi 
camere etanșe speciale pentru înregistrări subacvatice. În ultimul timp camerele video utilizează pentru înregistare carduri de memorie sau hard discuri. Acestea prezintă avantajul unei calități superioare, precum și posibilitatea transferării pe calculator pentru procesare ulterioară și scriere pe CD sau DVD.
Flotabilitatea aparatului de filmat, împreună cu carcasa, trebuie să fie cât mai apropiată de flotabilitatea nulă pentru a fi cât mai ușor de manevrat sub apă. 

Flotabilitatea aparatului poate fi ajustată fie prin adăugarea unor greutăți din plumb, dacă aparatul este prea ușor, fie prin atașarea unor flotoare, dacă aparatul este prea greu. 

Ca și la fotografierea subacvatică, pentru filmarea subacvatică se utilizează iluminatul artificial care este realizat cu dispozitive speciale de iluminat.

Iluminatul artificial este realizat cu dispozitive speciale de iluminat alimentate de la un bloc de acumulatori având tensiuni de 12...32 V atașat la carcasa etanșă. La acești acumulatori pot fi alimentate lămpi subacvatice având puteri de 50...100 W. Timpul de utilizare a acestor acumulatori (autonomia instalației de iluminat) este de circa 40 minute.

## Tehnică
Principalii factori care acționează asupra calității imaginii subacvatice sunt cele trei fenomene particulare legate de pătrunderea luminii în mediul acvatic:
- refracția
- difuzia
- absorbția.

Metodele principale de contracarare a acestor impedimente sunt: 
- distanța dintre aparatul de filmat sub apă și obiectul expus filmării să fie cât mai mică posibil; acest lucru se poate realiza prin utilizarea unor obiective obișnuite, cu distanțe focale scurte sau a unor obiective special concepute și construite pentru filmarea subacvatică.
- pentru scăderea efectului difuziei unghiul dintre axa optică a obiectivului și axa fasciculului de lumină să fie mai mare de 25 ... 30º, sursa de iluminare artificială este plasată în apropierea obiectivului; se utilizează instalații de iluminare cu proiectoare prevăzute cu brațe reglabile astfel încât să existe posibilitatea ca proiectoarele să poată fi apropiate sau depărtate față de obiectiv în mod optim.
- pentru creșterea vizibilității și pentru mărirea contrastului, se folosesc filtre de polarizare.
- stabilitatea imaginii poate fi îmbunătățită prin filmarea cu o frecvență ceva mai mare decât cea normală, adică cu o frecvență de 28...30 imagini pe secundă atât la film de 16 mm cât și la film de 35 mm.
- filmările subacvatice, să fie realizate în ape cu o vizibilitate minimă de 15 ... 20 m și cu un fund pietros sau nisipos, în apropierea căruia scafandrul să se poată deplasa fără să tulbure apa.
- se recomandă ca scafandrul operator să fie însoțit de un al doilea scafandru, de securitate
- un amănunt important, de care trebuie ținut cont în timpul filmării subacvatice, îl constituie compensarea mișcărilor de înot ale operatorului submarin, astfel încât acestea să nu fie transmise camerei de filmat; pentru aceasta, scafandrul operator trebuie să fie astfel lestat încât să aibă flotabilitate nulă și să se deplaseze sub apă cu mișcări perfect controlate.

Filmele subacvatice realizate sunt foarte numeroase, cuprinzînd atât filme documentare cât și filme artistice.

Unele din primele filmări subacvatice au fost documentarele realizate de Jacques-Yves Cousteau, Lumea tăcerii.

Primele filme subacvatice românești au fost documentarele Scoicile n-au vorbit niciodată de Sergiu Nicolaescu în anul 1962 și Păstrăvii din lacurile alpine de Ion Bostan în anul 1963. Ciudat, insa informatiile de mai sus sunt eronate. Primele filmari subacvatice profesionale in Romania au fost realizate de Tiberiu Lazar (Gidali). La inceputul anilor 1960 Tiberiu Lazar (Gidali) - fiul operatorului Emerich Gidali, realiza pentru prima data in Romania ( si, din Europa de Est) o filmare profesionala subacvatica. A folosit un AQUAFLEX produs de Eclair (cea mai folosita camera de filmare subacvatica de la inceputul anilor 1960 pana dupa 1990, cel putin in Romania) . Era o camera profesionala de 35mm special creata pentru filmari subacvatice cu carcasa dedicata ( Cameflex) made in France, cantarind in jur de 40 kg. Traditia a ramas in familie, Daniel Uko Lazar (Gidali) fiind a doua generatie de cameramani subacvatici din Romania ( si a treia generatie de creatori vizuali). Daniel Uko Lazar (Gidali) obtinand in 2007 marele premiu la festivalul international de film Ekotopfilm festival din Slovacia. Cu riscul de a crea discutii, Sergiu Nicolaescu nu a fost primul care a filmat sub apa in Romania ( nici nu avea competenta de a face asta) , ci doar isi folosea influenta de partid pentru a se impune in fata celor care erau mai bine pregatiti; Dupa o lupta stransa intre legaturile de partid si profesionalism, pentru filmarile subacvatice din Maroc realizate pentru filmul "Bratele Afroditei", Tiberiu Lazar (Gidali) a fost ales ca operator subacvatic in detrimentul echipei lui Sergiu Nicolaescu si a studioului Buftea, care dorea sa faca lucruri pe care nu le cunoaste...

## Competiții
În anul 2010 a avut loc la Fuerteventura, Spania, primul Campionat Mondial de filmare subacvatică , sub egida CMAS 

## Torpila cinematografică
Torpila cinematografică sau torpila Rebikoff (după numele lui Dimitri Rebikoff ce a inventat-o în anul 1949), este un sistem de filmare subacvatică în formă hidrodinamică de torpilă, compus dintr-o cameră cinematografică, sistem de iluminat și sistem de propulsie.

A fost creată pentru a ușura deplasarea operatorului sub apă, precum și o mai bună manevrare a camerei de filmat.

La modelele mici ce cântăresc doar 2 kg sistemul de iluminat are o putere de 100 W fiind folosite pentru primplanuri, pe când sistemele profesionale au puteri de 600 W, 2400 W sau 10.000 W.

## Firme producătoare
- Aditech Arhivat în 21 noiembrie 2009, la Wayback Machine. Distribuitor
- Amphibico[nefuncțională]
 Carcase, Accesorii
- Aquatica Carcase
- Aquavideo Arhivat în 27 februarie 2010, la Wayback Machine. Carcase
- Bonica Arhivat în 29 iunie 2009, la Wayback Machine.
- Bruder Arhivat în 10 octombrie 2009, la Wayback Machine. Distribuitor
- Deepsea Surse de iluminat
- Duo-LIght Arhivat în 25 ianuarie 2010, la Wayback Machine. Surse de iluminat
- Ewa Marine Carcase
- Gates Carcase
- Ikelite Arhivat în 23 august 2009, la Wayback Machine.
- JW Fisher Arhivat în 10 mai 2009, la Wayback Machine.
- Kabot Arhivat în 23 ianuarie 2010, la Wayback Machine. Surse de iluminat
- Leone Arhivat în 23 ianuarie 2010, la Wayback Machine. Distribuitor
- UWImaging Arhivat în 12 martie 2010, la Wayback Machine.
- Multitec Distribuitor
- Oceanbrite Arhivat în 4 august 2007, la Wayback Machine.
- Pacetech Arhivat în 3 august 2009, la Wayback Machine.
- Subspace Arhivat în 4 februarie 2010, la Wayback Machine.